# Duyure
Duyure est une municipalité du Honduras, située dans le département de Choluteca, à proximité de la frontière du Nicaragua et de la rivière Choluteca (es).

## Source de la traduction
- (en)/(es) Cet article est partiellement ou en totalité issu des articles intitulés en anglais « Duyure » (voir la liste des auteurs) et en espagnol « Duyure » (voir la liste des auteurs).